# Гуадальорсе
Гуадальорсе (ісп. Guadalhorce) — гірська річка в Іспанії, на Піренейському півострові. Це основна річка провінцій Малаги, (басейн Атлантичного океану).

## Опис
Довжина річки 154 км, площа басейну водозбору 3447 км² , похил річки 10,39 м/км 

## Розташування
Бере початок у Вільянуева-дельТрабуко (муніципалітет в Іспанії, у складі автономної спільноти Андалусія.
Населені пункти вздовж берегової смуги: Віллануева-дель-Трабуко, Віллануева-дель-Росаріо, Арчідона, Ардалес, Антекера, Альхаурін-ель-Гранде, Альхаурін-де-ла-Торре, Альмогія, Алора, Картама, Коін, Пісарра, долина Абдалай і Малага.

## Цікавинка
У Камініто-дель-Рей-де-Ардалес існує Королівська стежка над річкою.

## Галерея

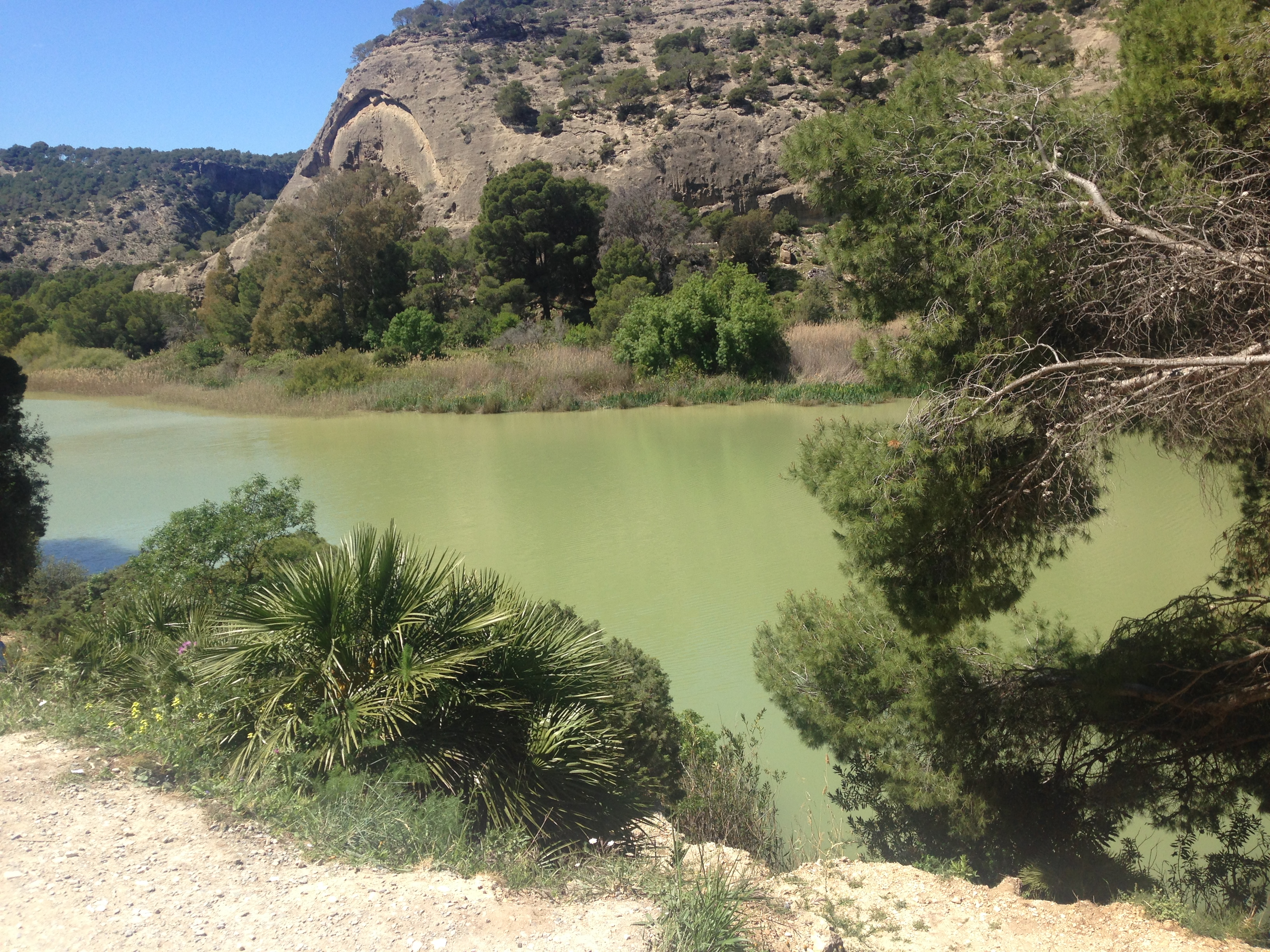
Річка Гуадальорсе
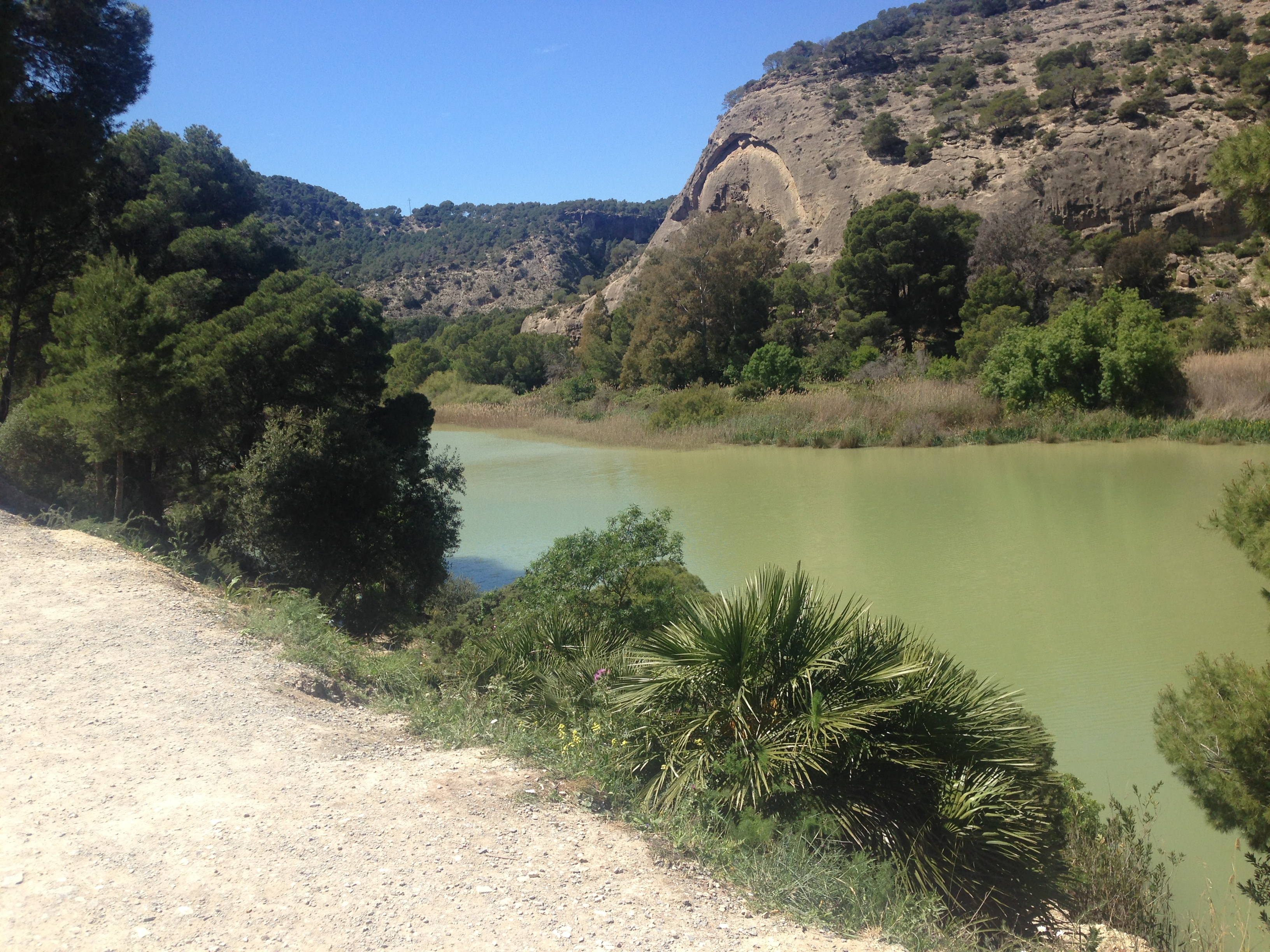
Річка Гуадальорсе у Ардалес
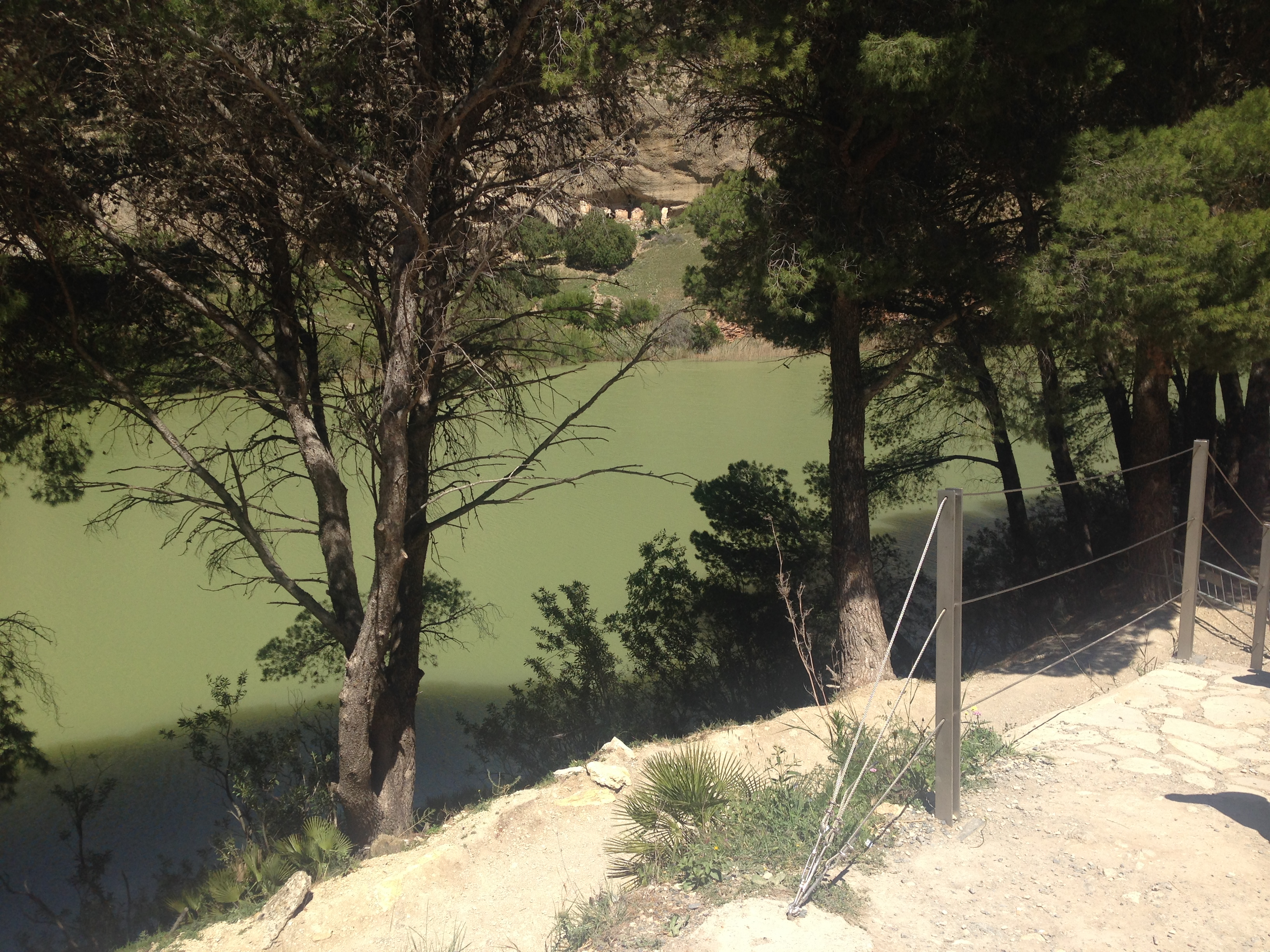
Річка Гуадальорсе у Камініто дель Рей
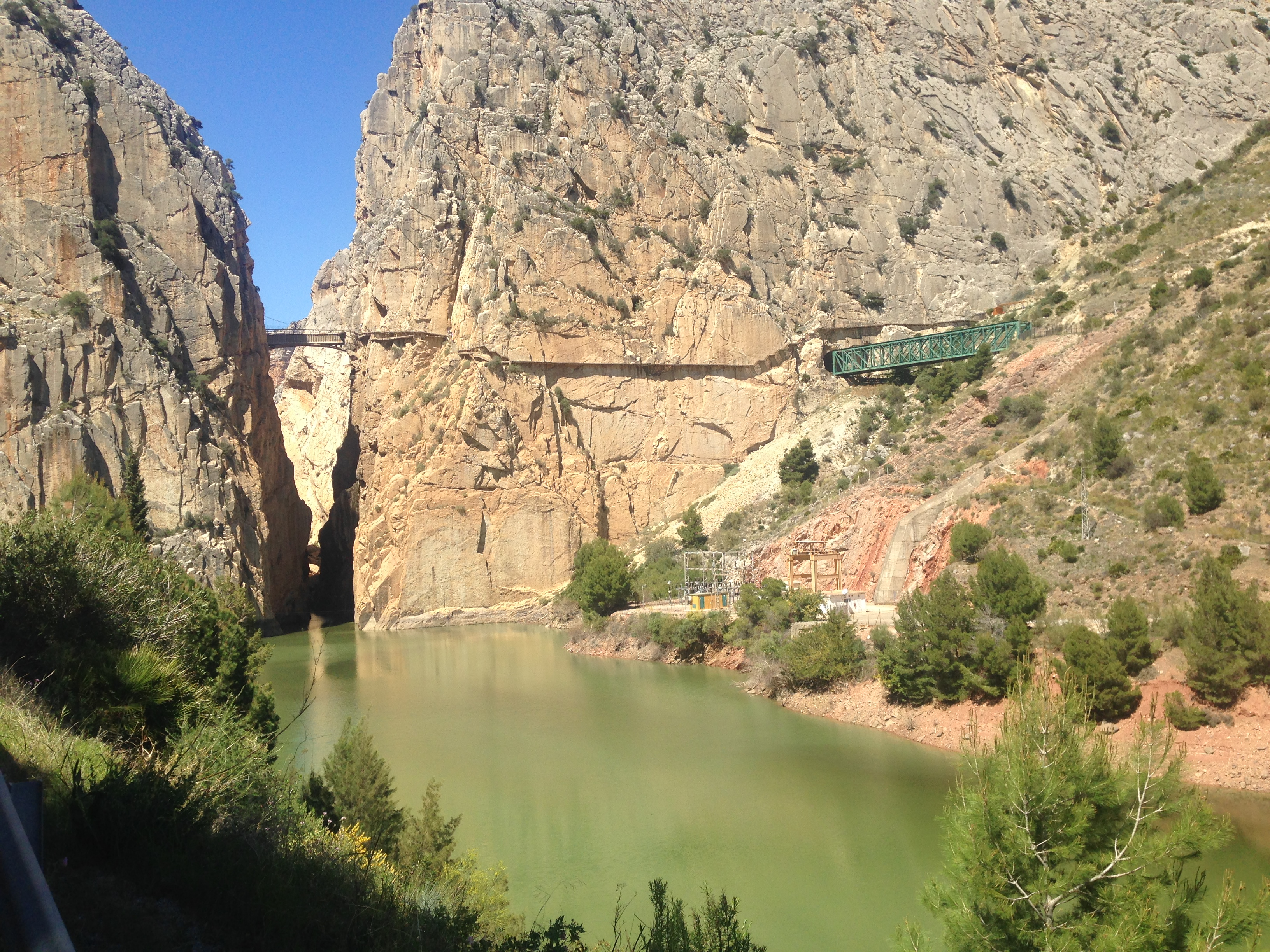
Річка Гуадальорсе під Королівською стежкою